# 뮤토렌트
뮤토렌트(µTorrent, uTorrent)는 C++로 쓰여져, 무료로 제공되는 멀티플랫폼 비트토렌트 클라이언트이다. 뮤(μ)는 SI 접두어 마이크로를 뜻한다. 한국어를 포함한 여러 언어의 번역본이 제공되고 있으며, 다른 큰 비트코멧 같은 비트토렌트 클라이언트와 비교해 거의 동일한 기능을 제공하면서 컴퓨터 자원을 적게 사용하도록 설계되었다.
이 프로그램은 기능, 안정성, 오래된 마이크로소프트 버전과 하드웨어의 지원으로 좋은 사용평을 일관되게 받아왔다. 2005년 첫 공개 이후 꾸준히 개발되고 있다.

## 기능
- 뮤토렌트는 486 프로세서와 14 MB의 램 그리고 윈도우 95의 사양에서도 실행할 수 있다.[4]
- 윈도우 95/98/Me에서 유니코드 지원.
- 모든 버전의 윈도우에서 유니버설 플러그 앤 플레이 지원. (윈도우 XP의 UPnP 프레임워크는 불필요)
- 프로토콜 암호화.
- 다른 뮤토렌트 클라이언트와 피어 교환.
- 프록시 서버 지원.
- UDP, HTTPS 트랙커 지원.
- 대역폭 스케줄러.
- 30여개 이상의 언어로 번역됨.
- 토렌트들의 초기 시딩(initial seeding) 지원.
- TCP 보다 오버헤드 대비 효율이 좋은 uTP 대역폭 관리 프로토콜 지원.

## 저작권 문제

### 대한민국
대한민국에서 불법 복제물을 유통하는데 토렌트를 많이 이용한다. 이로 인해 문화체육관광부, 방송통신위원회에서는 저작권 침해를 방조하는 토렌트 관련 웹사이트 차단에 나섰다.
토렌트는 일부 저작권자가 적극적으로 고소를 하고 있으며, 업로드가 가능하다는 이유로 수사상으로 저작권(복제권,공중송신권) 침해로 판단 하고 있다. 합의를 하거나 기소유예 처분이 대부분이라 정식으로 법원에서 저작권 침해로 판결된 적은 현재까지 없다. 기소유예나 약식기소는 혐의를 인정하는 유죄가 되므로 이후 민사상 손해배상 청구를 진행하게 된다.

## 같이 보기
- 트랜스미션